# Bracon scapus
Bracon scapus är en stekelart som beskrevs av Gaspard Auguste Brullé 1846. Bracon scapus ingår i släktet Bracon och familjen bracksteklar. Inga underarter finns listade.